# MreB
MreB是一种原核细胞骨架，是真核生物肌动蛋白的原核同源物。几乎所有的非球形细菌都依赖MreB来确定它们的形状。 MreB在细胞质膜下组装成丝状结构的螺旋网络，覆盖细胞的整个长度。 MreB通过介导合成肽聚糖的酶的位置和活性来确定细胞形状，并通过作为细胞膜下的刚性细丝起作用，施加向外的压力来雕刻和支撑细胞。 MreB从其正常的螺旋网络凝结，并在细胞分裂前在新月柄杆菌（Caulobacter crescentus）的隔膜（septum）处形成紧密环，这是一种机制被认为有助于定位其偏离中隔的隔膜。 MreB对于极性细菌中的极性测定也很重要，因为它负责在新月柄杆菌中正确定位至少四种不同的极性蛋白。

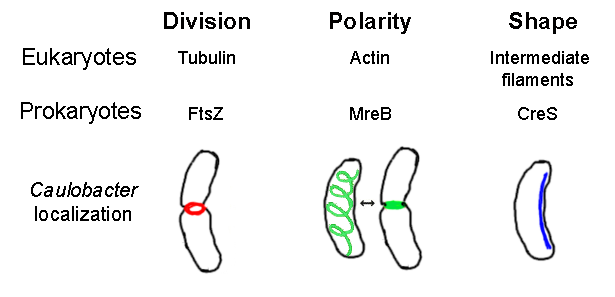
新月柄杆菌的细胞骨架元件：原核细胞骨架元件与其真核生物中的同功物质的对比